# 滴翠美術館
滴翠美術館（てきすいびじゅつかん）は、兵庫県芦屋市にある美術館。運営は、公益財団法人山口文化会館。

## 概要
大阪の山口財閥の四代目当主山口吉郎兵衛の邸宅の一部を美術館用途として改装し、同人の1500点以上にのぼる陶磁器を中心とする日本美術品コレクションを収蔵・展示する。敷地内には窯・陶芸教室の「滴翠窯」を併設している。
美術館名の「滴翠」は、四代目山口吉郎兵衛の雅号。旧山邑邸とともに象徴的な洋館の大邸宅である。
博物館法に基づく兵庫県教育委員会登録博物館である。またひょうごっ子ココロンカードの対象施設になっている。

## 施設概要
- 設計 - 安井武雄
- 竣工 - 1932年
- 構造 - RC造

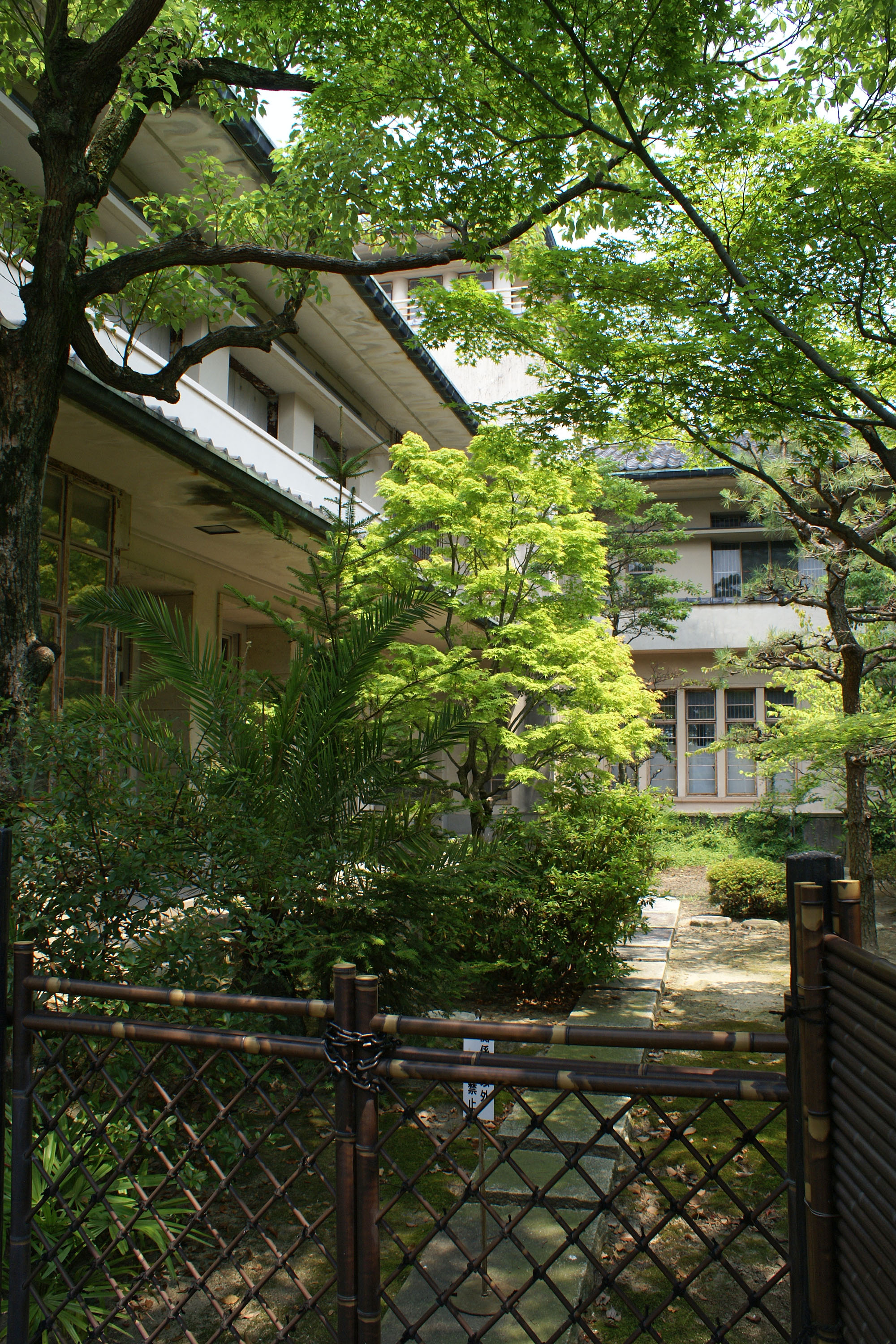
中庭

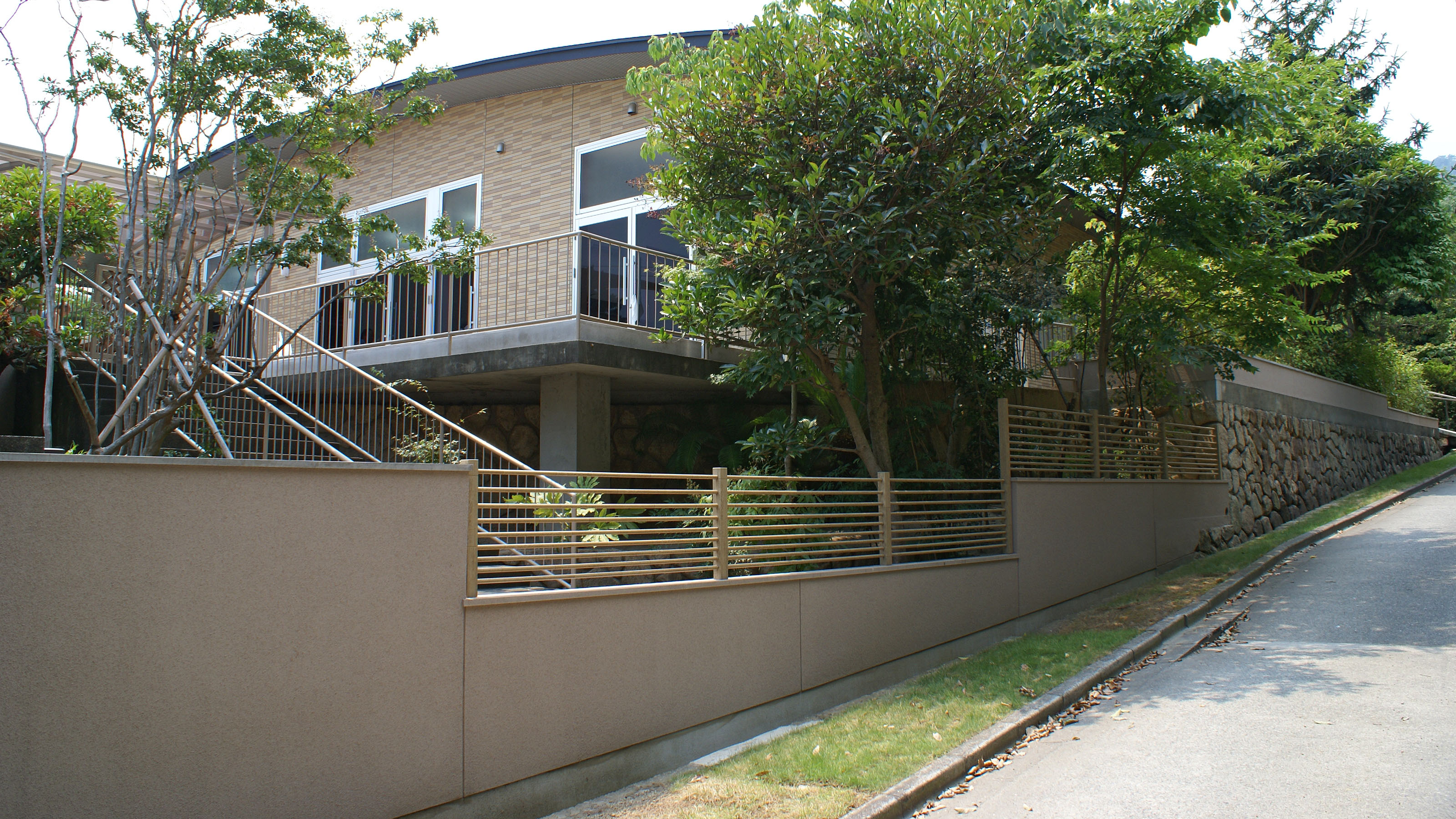
滴翠窯

- 関西モダニズム建築20選[4]、ひょうごの近代住宅100選[5]に選出されている。

## 文化財

### 重要文化財
- 扇面鳥兜螺鈿蒔絵料紙箱[6]

## 交通
- 芦屋川駅（阪急神戸本線）徒歩8分

## 周辺情報
- 芦屋市立美術博物館
- 虚子記念文学館
- 芦屋市谷崎潤一郎記念館
- 俵美術館
- ヨドコウ迎賓館
- エンバ中国近代美術館